# Ulica Krzywa w Krakowie
Ulica Krzywa – ulica w Krakowie, w dzielnicy I Stare Miasto, na Kleparzu.
Łączy ulicę Długą z rynkiem Kleparskim. Jest jednojezdniowa.

## Historia
Ulica istniała już w XVI wieku i była drogą prowadząca przez grunty Katarzyny Turkowej, mieszczki kleparskiej. Jako bezimienna ulica zaznaczona została na planach miasta pochodzących z okresu XVIII i XIX wieku.
W drugiej połowie XIX wieku nadano ulicy obecną nazwę, uzasadnioną jej krzywym kształtem.

## Zabudowa
- ul. Krzywa 1 (ul. Długa 11) – kamienica. Projektował Beniamin Torbe, 1895[a].
- ul. Krzywa 3 – kamienica, XIX wiek.
- ul. Krzywa 4 – kamienica, XIX wiek[b].
- ul. Krzywa 6 (ul. Krótka 2) – kamienica, XIX wiek[c].
- ul. Krzywa 9 – kamienica, XIX wiek.
- ul. Krzywa 10 – kamienica.
- ul. Krzywa 11 – kamienica, XIX wiek.
- ul. Krzywa 12 (Rynek Kleparski 11a) – kamienica, XX wiek.
- ul. Krzywa 13 (Rynek Kleparski 11) – kamienica, XX wiek.

Opracowano na podstawie źródła: Gminnej ewidencji zabytków – Kraków.

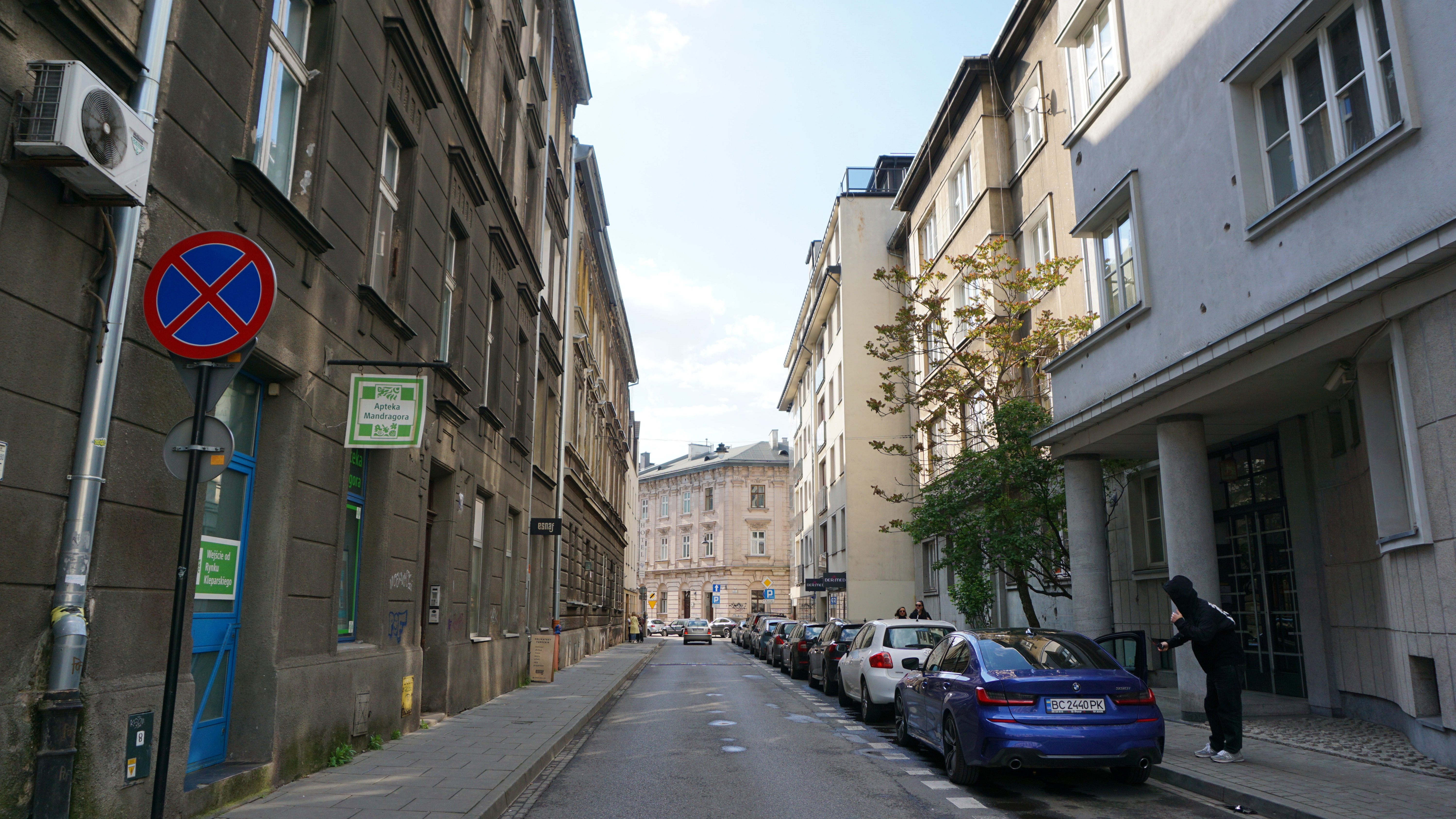
Widok ogólny na zachód od Rynku Kleparskiego.
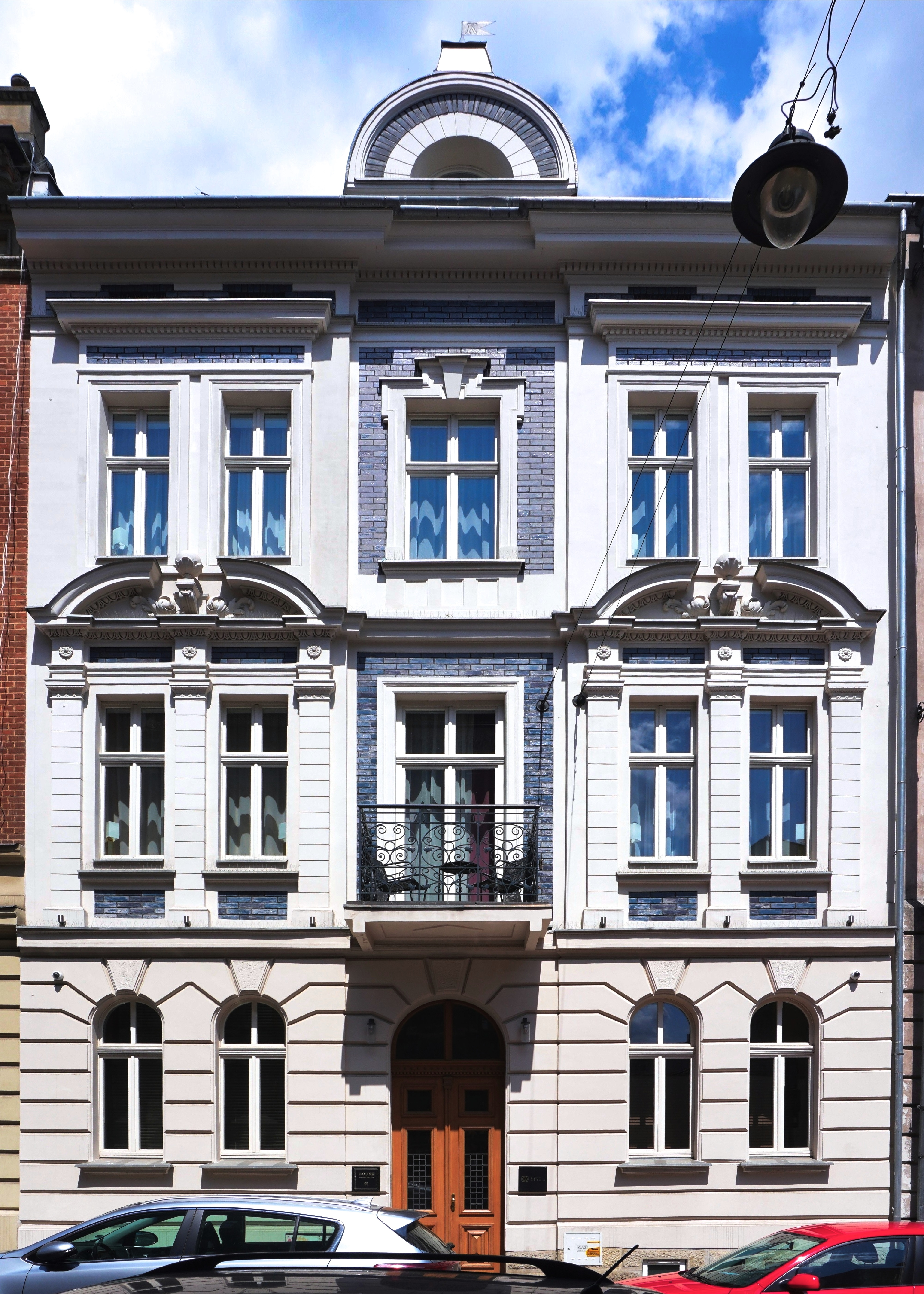
ul. Krzywa 4 Kamienica (ok. 1890)
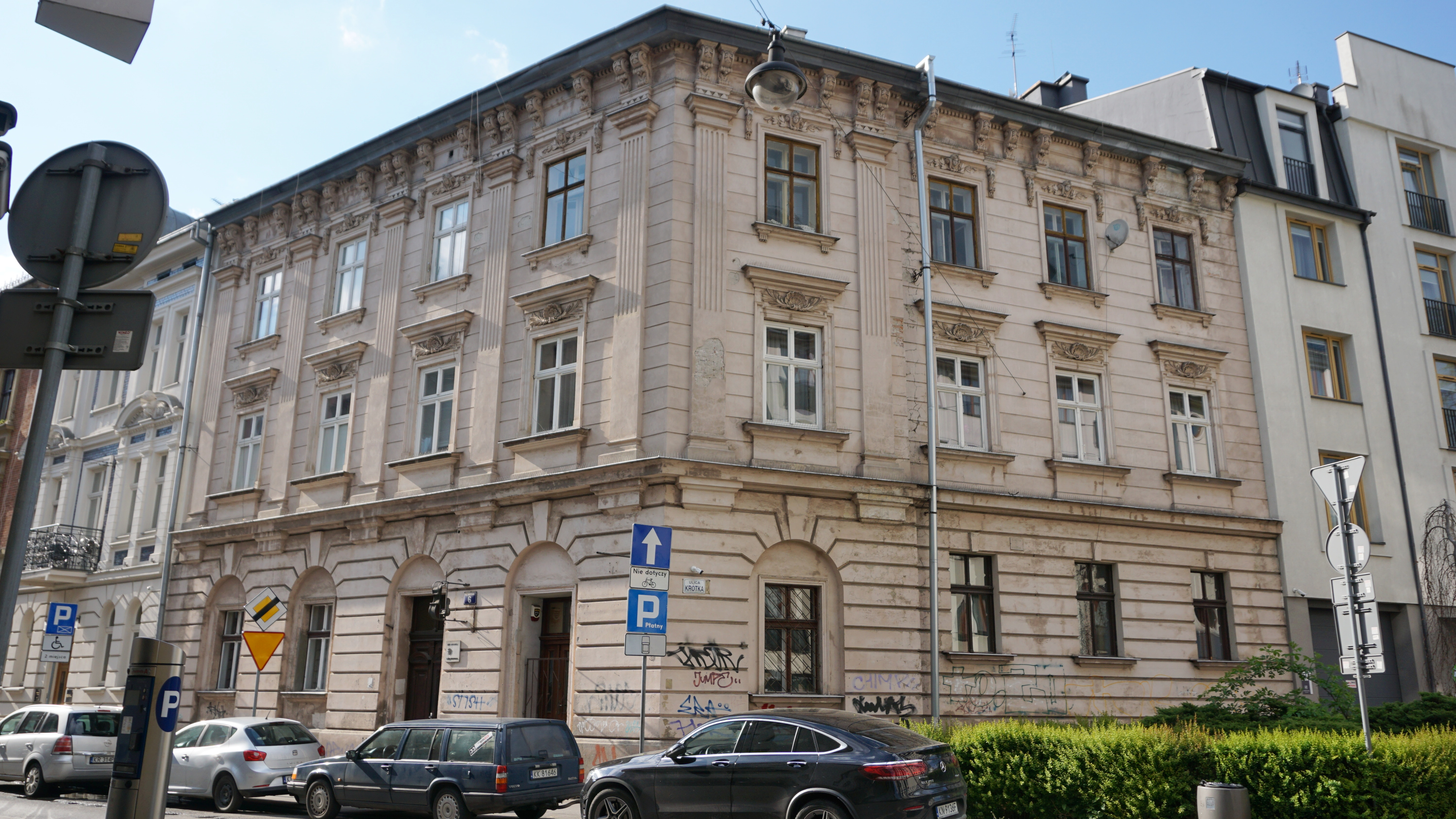
ul. Krzywa 6 Kamienica (XIX wiek)
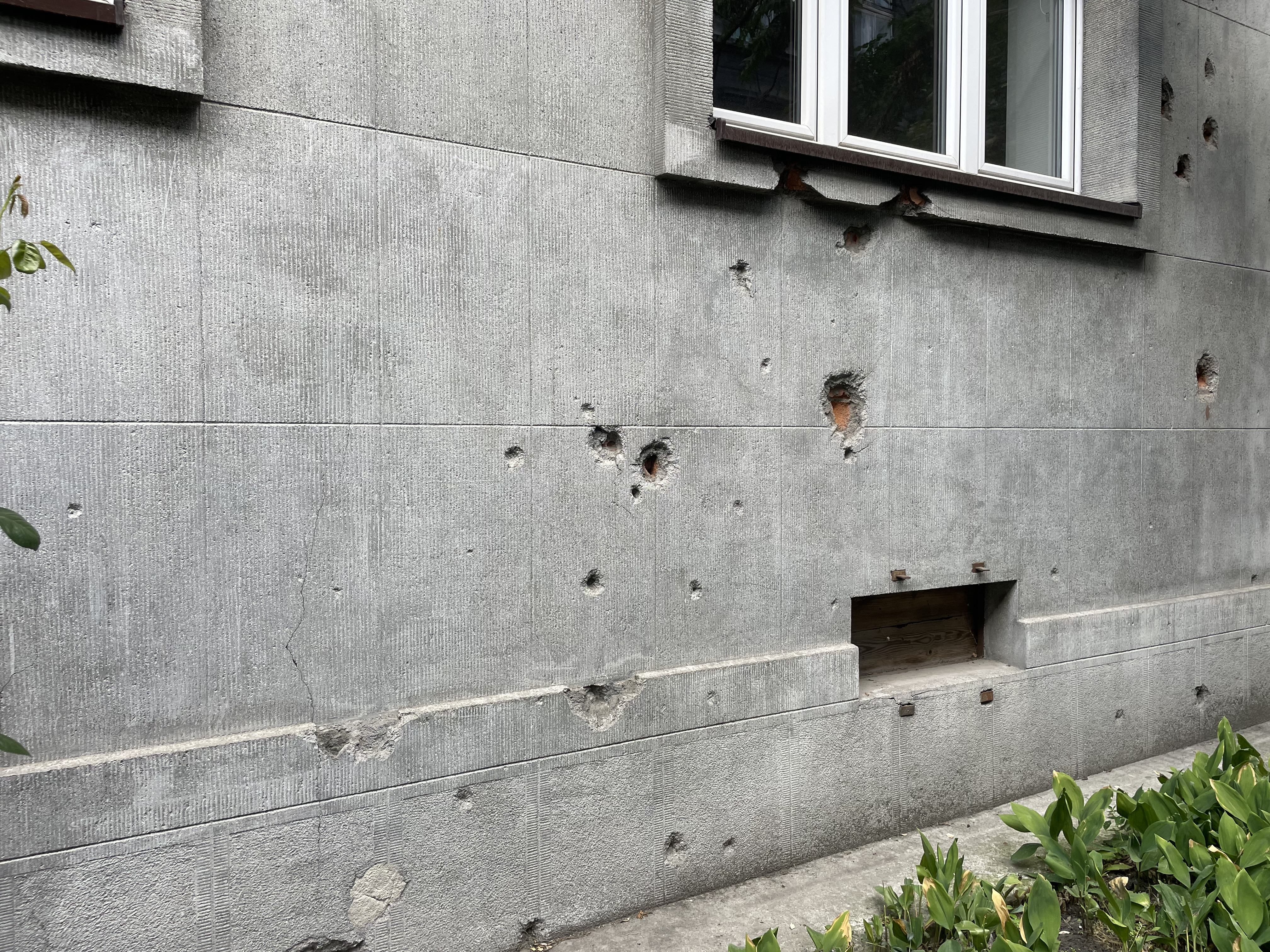
Dziury od kul karabinów na kamienicy przy ul. Krzywej 10